# Hélio Varela
Hélio Sandro Oliveira Alves Varela (Almada, 3 mei 2002) is een Kaapverdisch voetballer die bij voorkeur als vleugelspeler speelt. Hij tekende in 2024 voor AA Gent.

## Clubcarrière
Portimonense SC haalde Varela in 2022 weg bij Sintrense. Op 26 augustus 2023 scoorde hij zijn eerste treffer in de Primeira Liga tegen FC Arouca. Op 16 augustus 2024 tekende Varela een vierjarig contract bij KAA Gent, dat 3,1 miljoen euro betaalde voor de Kaapverdisch international. Op 30 oktober maakte Varela zijn debuut met Gent in de Croky Cup tegen Union Rochefortoise, hij scoorde meteen 2 goals.